# Dia Internacional de l'Avortament Segur
El el Dia Internacional de l'Avortament Segur se celebra cada 28 de setembre per exigir als seus governs que despenalitzin l'avortament, i que proporcionin accés a un avortament segur i assequible. El nom original de la campanya a Amèrica Llatina i el Carib és Campaña 28 de setembre para la Despenalización del Aborto, i continua creixent en popularitat fins avui en força i compromís per part de les activistes pels drets de les dones a la regió. La jornada es va celebrar per primera vegada com una jornada d'acció per a la despenalització de l'avortament a Amèrica Llatina i el Carib l'any 1990 per la Campanya 28 de setembre. L'any 2011, la Xarxa Mundial de Dones pels Drets Reproductius (WGNRR) va declarar el 28 de setembre com a dia internacional. La data va ser escollida per commemorar l'aprovació de la Llei de Naixement Lliure aprovada pel parlament brasiler el 28 de setembre de 1871. Aquesta llei va ser una reforma legal clau destinada a proporcionar llibertat als fills de persones esclaves al Brasil de l'època.
El nom del dia es va canviar pel Dia Internacional de l'Avortament Segur el 2015. Aquell any es van organitzar 83 activitats a 47 països per part d'ONG i activistes nacionals, regionals i internacionals. L'any 2016 es va organitzar el Dia Internacional de l'Avortament Segur més gran que s'hagi celebrat mai.
El 28 de setembre de 2018, va esdevenir una gran mobilització a l'Argentina contra les retallades fetes al Ministeri de Salut pel govern conservador de Mauricio Macri. Aquestes retallades van tenir impactes negatius en el benestar de les dones del país i dificultaren l'accés a l'avortament a l'Argentina.
El 28 de setembre de 2019, a Malta es va dur a terme la seva primera protesta a favor de la legalització de l'avortament, celebrant i commemorant el Dia Internacional de l'Avortament Segur.
L'any 2021, es van celebrar manifestacions a tota Amèrica Llatina en el Dia Internacional de l'Avortament Segur en suport dels drets a l'avortament. Milers de persones van marxar en protesta a països com El Salvador, Xile i Mèxic per pressionar els legisladors perquè alleugerissin les lleis punitives sobre l'avortament.
El 2023, l'OMS va redactar un informe sobre una sèrie d'accions necessàries per abordar les barreres a l'atenció de l'avortament de qualitat. Moltes d'aquestes accions es reflecteixen directament a la directriu d'atenció a l'avortament de l'OMS, i les històries d'implementació de l'OMS/IBP ofereixen exemples captivadors de com s'han abordat concretament aquests problemes en l'àmbit nacional i local:
- Despenalització de l'avortament i eliminació de lleis i polítiques que són barreres d'accés.
- Potenciar, donar suport i protegir els proveïdors d'atenció a l'avortament.
- Garantir l'accés a l'autogestió de l'avortament com a opció per accedir a l'atenció mèdica de l'avortament.
- Garantir l'accés a l'atenció post avortament.
- Implicar i arribar als joves per garantir l'accés a l'avortament per a tothom.